# Doto lancei
Doto lancei är en snäckart som beskrevs av Ev. Marcus och Er. Marcus 1967. Doto lancei ingår i släktet Doto och familjen Dotoidae. Inga underarter finns listade i Catalogue of Life.